# Inex-Adria-Aviopromet-Flug 1308
Inex-Adria-Aviopromet Flug 1308 (Flugnummer: JP1308) war ein Charterflug, der am 1. Dezember 1981 von Ljubljana nach Ajaccio führte. Die eingesetzte McDonnell Douglas DC-9-82 (später bekannt als MD-82) kollidierte beim Landeanflug mit dem Berg Mont San-Pietro.

## Verlauf
Die DC-9 war um 07:41 Uhr vom Flughafen Ljubljana mit Ziel Ajaccio auf der französischen Insel Korsika gestartet. Gegen 08:35 Uhr betrat der Sohn des Kopiloten das Cockpit und durfte sich als Beobachter hinzusetzen. Die Piloten bekamen auf einer Höhe von 11.000 Fuß über dem Funkfeuer Ajaccio (AJO – Alpha Juliet Oscar) die Freigabe, auf der Landebahn 21 zu landen und für den Anflug auf der Radiale 247 zu sinken. Der Fluglotse erwartete also, dass das Flugzeug vom Funkfeuer einen direkten Anflug machen würde und erlaubte um 08:49:52 Uhr darum weiteres Absinken ("1308, you are cleared to descent 3000 ... on the radial 247 Alpha Juliet Oscar"). Das war ein Missverständnis: Der Lotse hatte die Erlaubnis gegeben, auf diesem Radial 247 zu sinken, die Besatzung jedoch begann, wie am Funk mit "in holding pattern" erwähnt, eine Warteschleife zu fliegen und dabei zu sinken. Die Mindestflughöhe der Warteschleife war aber auf der Karte mit 6800 Fuß ausgewiesen. Zudem war die auf der Karte eingetragene Warteschleife mit einer Geschwindigkeit von 150 Knoten zu fliegen, die Piloten flogen jedoch rund 240 Knoten, wodurch das Flugzeug in seiner Schleife zusätzlich aus dem Warteraum hinaus flog.
Um 08:53 Uhr meldete das GPWS eine gefährliche Bodenannäherung, worauf die Piloten einen nur halbherzigen Steigvorgang einleiteten, dies erst 9 Sekunden nach der Warnung. Die linke Tragfläche streifte den Gipfel des Monte San Petru und wurde teilweise abgerissen, die DC-9 rollte nach links und stürzte 8 Sekunden später in eine Schlucht hinter dem Mont San-Pietro. Alle 180 Insassen starben. Es ist der zweitschwerste Flugunfall in Frankreich nach dem Turkish-Airlines-Flug 981 sowie der opferreichste Absturz eines Flugzeugs der später als MD-80 bezeichneten Baureihe.
Die Piloten waren im Warteraum unter die Sicherheitsflughöhe von 6800 Fuß (2070 m) gesunken und zu schnell und deshalb mit zu großem Radius unterwegs, solche Abweichungen können den Piloten als mangelhafte Vorbereitung angelastet werden. Die Aussage der Piloten zum Holding hingegen hätte dem Fluglotsen nicht entgehen dürfen, so die Ergänzung der jugoslawischen Experten im Untersuchungsbericht.

## Räumung der Absturzstelle 2008
Im Jahr 2008 räumten Bergretter, Zivilschutz- und Feuerwehrleute sowie Soldaten aus Slowenien die Unfallstelle, nachdem ein slowenisches Fernsehteam im Jahr zuvor viele Teile entdeckt hatte. Flugzeugteile waren nach 27 Jahren eingewachsen in Bäume. Das Planungsdetachement, das die Räumung vorbereitet hatte, hatte die Menge auf 15 Tonnen geschätzt, schlussendlich wurden 27 Tonnen geborgen.